# Dolichowithius abnormis
Dolichowithius abnormis es una especie de arácnido del orden Pseudoscorpionida de la familia Withiidae.

## Distribución geográfica
Se encuentra en Venezuela.